# Димитриос Вакалис
Димитриос Вакалис или Вакалоглу (на гръцки: Δημήτριος Βακάλης, Βακαλόγλου) е гръцки политик.

## Биография
Вакалис е роден в 1900 година в малаоазийското туркофонно градче Кула. Пристига в Катерини през 1925 г. заедно с други бежанци и работи в магазин за хранителни стоки. Вакалис е демарх (кмет) на македонския град Катерини от 1933 до 1934 и от 1952 до 1954 година. По време на окупацията присъства на екзекуцията на кмета Емилиос Ксантопулос, с които той е бил близък приятел. Вторият му мандат съвпада с времето, когато демът и като цяло областта се съвзема от тежките последици от завършилата Гражданска война. При управлението му е изграден общинският парк. В 1956 година е избран за депутат със 17 845 гласа от Националния радикален съюз. Умира в Катерини през юни 1989 година. Името „Вакалис“ носи главната улица на Катерини.